# Gostionica
Gostionica ili krčma (od prasl. *kъrčьma (rus. korčmá, polj. karczma) ≃ krkati: jesti) je ugostiteljski objekt koji nudi pripremljenu hrana i piće za neposrednu potrošnju. Prve gostionice nastale su u doba antičkoga Rima prije od oko dvije tisuće godina 
Povijest gostionica u Hrvatskoj datira iz ranog srednjeg vijeka. U osamnaestom stoljeću krčme su bile podignute uz glavne puteve ,često na raskrižjima, na periferiji gradova, mjesta i tržišta u selima. 
Pojam krčma se rabi u sjeverozapdnim dijelovima Hrvatske gdje predstavljaju mjesto za susret i piće. 

## Vanjske poveznice
- Iz povijesti grada Zagreba – Krčmarenje, krčme i gostionice